# João Francisco Coimbra
João Francisco Coimbra foi um viajante português que, entre 1846 e 1848, explorou a região africana do Bié, em Angola. No decurso da sua viagem entrou outro explorador português, Silva Porto.